# Oxalis smithiana
Oxalis smithiana är en harsyreväxtart som beskrevs av Eckl. & Zeyh.. Oxalis smithiana ingår i släktet oxalisar, och familjen harsyreväxter. Inga underarter finns listade i Catalogue of Life.